# Typhistes comatus
Typhistes comatus är en spindelart som beskrevs av Simon 1894. Typhistes comatus ingår i släktet Typhistes och familjen täckvävarspindlar.
Artens utbredningsområde är Sri Lanka. Inga underarter finns listade i Catalogue of Life.